# Profilicollis altmani
Profilicollis altmani is een soort in de taxonomische indeling van de Acanthocephala (haakwormen). De worm wordt meestal 1 tot 2 cm lang. Ze komen algemeen voor in het maag-darmstelsel van ongewervelden, vissen, amfibieën, vogels en zoogdieren.
De haakworm komt uit het geslacht Profilicollis en behoort tot de familie Polymorphidae. Profilicollis altmani werd in 1947 beschreven door Harley Jones Van Cleave.